# Wirtschaftsstandort
Mit dem Begriff Wirtschaftsstandort verbindet die Wirtschaftsforschung seit einigen Jahrzehnten jene Parameter, die positiv oder negativ auf das Wirtschaftswachstum wirken sollen. Unter Standortfaktoren versteht man dabei die Gesamtheit aller Faktoren, die ein Unternehmen bei der Wahl seines Standortes bzw. Wirtschaftsstandortes berücksichtigt.
Faktoren, die sich positiv auf langfristiges Wirtschaftswachstum auswirken, sind institutionelle kontinuierliche Rahmenbedingungen wie Rechtssicherheit (unabhängige und effektive Gerichte, Vertrags- bzw. Registersicherheit, Verhinderung von Korruption und Geldwäsche), öffentliche Sicherheit und Forschung.
Auch sollen niedrige Unternehmenssteuern (umstritten), zyklusgerechte Geldpolitik, ein stabiles Preisniveau (siehe Inflationsrate), „Offenheit“ des Arbeitsmarktes (im Detail umstritten) und gute Ausbildung der potenziellen Arbeitskräfte, sowie eine „optimale“ staatliche Regulierung Wirtschaftswachstum fördern. Wieweit jedoch auch die Sozialpolitik wirtschaftsfreundlich wirken kann, darüber gehen die Meinungen der verschiedenen Ökonomie-Schulen auseinander. Unabhängig davon wird eine breitere Verteilung des Volksvermögens mehrheitlich positiv gesehen und das Gegenteil als Hemmschuh für Entwicklungsländer betrachtet.
Während die „reine“ Angebotspolitik den eingangs angeführten Aspekten Vorrang gibt, kommt es in der politischen Praxis zu verschiedenen Mischformen zwischen Sozial-, Gesellschafts- und Wirtschaftspolitik. Dazu tragen verschiedene Konzepte bei, die teilweise zu obigem in Widerspruch stehen und sie de facto ergänzen. Sie entstammen den Grundsätzen
1. der Verantwortlichkeit des Einzelnen,
2. der katholischen Soziallehre,
3. der Sozialdemokratie und/oder
4. der angestrebten Nachhaltigkeit, verstärkt durch Ziele des Umweltschutzes.

Einen gewissen Kompromiss erstrebt das Modell der Fraunhofer-Gesellschaft, das den Mittelstand fördern will. Um Deutschland als Wirtschaftsstandort zu sichern und den Arbeitsmarkt zu verbessern, betont die FhG hinsichtlich Forschung und Entwicklung die Kooperation mit dem Mittelstand, der sich keine eigenen Forschungslabors leisten kann. Dabei setzt man auf die Wichtigkeit innovativer Ideen, die in Großbetrieben meist länger zur Durchsetzung brauchen als in Kleinen und mittleren Unternehmen.